# George Bentham
George Bentham (22. září 1800 Plymouth – 10. září 1884 Londýn) byl anglický botanik.

## Život
Byl synovcem filozofa Jeremyho Benthama. Studoval v Montaubanu a Angoulême, kde ho ovlivnil Augustin Pyramus de Candolle a jeho Flore française. Stal se právníkem, avšak díky vysokému dědictví mohl většinu času věnovat vědě. Od roku 1829 působil v The Royal Horticultural Society. Vytvořil herbář s více než 100 000 exempláři, který pro nedostatek místa věnoval zahradě v Kew. Duane Isely ho označil za vůdčí osobnost botanické systematiky. Spolu s Josephem Daltonem Hookerem vytvořili Benthamův a Hookerův systém. Kromě botaniky se věnoval také logice.
V letech 1861–1874 byl předsedou Londýnské Linnéovy společnosti. V roce 1862 se stal členem Královské společnosti. Byl korespondentem Pruské akademie věd a Francouzské akademie věd. Byl mu udělen Řád sv. Michala a sv. Jiří. 
Je po něm pojmenován rod orchidejí Benthamia. Jeho botanická zkratka je Benth. Byl autorem knih Catalogue des plantes indigènes des Pyrénées et du Bas Languedoc, Handbook of the British Flora, Genera plantarum ad exemplaria imprimis in herbariis Kewensibus servata definita, The Botany of the Voyage of H.M.S. Sulphur. under Captain Ed. Belcher , Flora Honkongensis a Flora Australiensis.
Je pohřben na Brompton Cemetery v Londýně.